# Rhein-Neckar-Arena
El Rhein-Neckar-Arena és un estadi de futbol de la ciutat de Sinsheim, a l'estat federat de Baden-Württemberg (Alemanya). Actualment és la seu del TSG 1899 Hoffenheim i substitueix a l'antic estadi Dietmar Hopp Stadion.

## Construcció
L'estadi està situat al costat del Museu de l'Automoció i de la Tecnologia de Sinsheim, a més té una sortida a l'autopista A 6 a Sinsheim-sud. El nou estadi té una capacitat per a uns 30.164 espectadors. Encara que la construcció s'havia previst originalment a Heidelberg o a Eppelheim però a l'estiu del 2006 en una disputa amb la ciutat de Heidelberg els plans d'expansió de la companyia Wild-Werke van impossibilitar l'emplaçament.

## Finançament
L'estadi és un projecte realitzat amb finançament privat de la Sportmäzens Dietmar Hopp, cofundador de SAP, que també va construir l'any 1999 el Dietmar Hopp Stadion de 6.350 localitats al districte de Hoffenheim. Dietmar va buscar a la regió a empreses patrocinadores perquè realitzessin funcions de mecenatge. A causa de la situació al costat de l'autopista A 6 l'estadi és un bon mitjà publicitari.